# Joan Manuel Pérez Pinya
Joan Manuel Pérez Pinya (Palma de Mallorca, 1963 - Palma de Mallorca, 5 de mayo de 2022) fue un escritor, poeta, filólogo, traductor y profesor de secundaria español. Obtuvo el Premio Ciudad de Palma Joan Alcover de Poesía (2018).

## Biografía
Formó parte del grupo de investigación interuniversitario que publicó el Diccionari de la traducció catalana, ofrecido en línea a través de "Visado, revista digital de literatura y traducción" del PEN catalán, donde también realizó otras colaboraciones. Ejerció la crítica literaria en las páginas de Baleares Cultural. También trabajó en la recepción de las obras de Gabriel Ferrater.
Fue miembro del consejo de redacción de la revista digital Voces bajas.
Falleció en la ciudad que le había visto nacer, a los 59 años, en la tarde del 5 de mayo de 2022, a consecuencia de un cáncer de pulmón.

## Premios y distinciones
- Premio Ciudad de Palma Joan Alcover de Poesía (2018)[4] por su libro Atletes de la fuga (El  Gall, 2019).[6]